# Zahtjevi za falun gong

## Falun dafa:  Zahtjevi - Pravila - Standardi - Obavijesti
Dodatak I: Zahtjevi za falun dafa asistentske centre
1. Svi lokalni Falun dafa asistentski centri su građanske organizacije za istinsku praksu kultiviranja. Oni služe samo za organiziranje i pomaganje aktivnosti kultiviranja te se ne smiju voditi kao ekonomska poduzeća niti biti rukovođeni metodama administrativne organizacije. Novac ili nekretnine se ne smiju pritom za sebe zadržavati. Ne smiju se provoditi aktivnosti za liječenje bolesti. Asistentski centri trebaju biti vođeni na slobodan način.
2. Svi asistenti i osoblje Falun dafa asistentskih centara moraju biti istinski kultivatori koji prakticiraju samo Falun dafa.
3. Prenošenje Falun dafa treba biti vođeno suštinom i unutarnjim značenjem dafa. Ne smiju se promicati osobna gledišta niti metode drugih praksi kao sadržaj dafa, inače će praktikanti biti vođeni u pogrešno razmišljanje.
4. Svi asistentski centri moraju poštovati zakone i pravila njihovih država i ne smiju se miješati u politiku. Poboljšanje xinxing–a praktikanta suština je prakse kultiviranja.
5. Svi lokalni asistentski centri trebaju, kad je to moguće, biti u kontaktu jedni s drugima i izmjenjivati iskustva u svrhu olakšanja sveukupnog poboljšanja svih dafa praktikanata. Nikoga se ne smije pritom diskriminirati. Nuđenje spasenja ljudskom rodu znači da se ne smiju praviti razlike s obzirom na regiju ili rasu. Istinski xinxing učenika treba biti očit svugdje. Oni koji prakticiraju dafa svi su učenici iste prakse.
6. Treba pružiti tvrdi otpor bilo kojem ponašanju koje potkopava unutarnje značenje dafa. Nijednom učeniku nije dopušteno promicati ono što je on vidio, čuo ili čega je postao svjestan na svom vlastitom niskom nivou kao sadržaj Falun dafa i onda činiti ono što se naziva “podučavati Fa”. To nije dopušteno čak ako se želi podučavati ljude da čine dobra djela jer to nije Fa, nego samo dobre riječi savjeta za obične ljude. One ne nose snagu koju ima Fa da spasi ljude. Svatko onaj tko koristi vlastito iskustvo za podučavanje Fa, smatra se da ozbiljno remeti Fa. Kad se citiraju moje riječi mora se dodati “ Učitelj Li Hongzhi (1) je rekao ... “ itd.
7. Učenicima dafa zabranjeno je miješati njihovu praksu s praksama bilo kojeg drugog puta kultiviranja (oni koji idu krivim putem uvijek su takva vrsta ljudi). Tko god zanemari ovo upozorenje sam je odgovoran za bilo koje probleme koji se pojave. Proslijedite ovu poruku svim učenicima: neprihvatljivo je imati u umu ideje i misli vodilje drugih praksi dok se izvode ove vježbe. Baš jedna istovremena misao je isto što i slijeđenje stvari u tom drugom putu prakse. Jednom kad se praksa miješa s drugim praksama, Falun će se deformirati i izgubiti svoju efikasnost.
8. Falun dafa praktikanti moraju kultivirati njihov xinxing zajedno s izvođenjem vježbi. Oni koji se usmjeravaju jedino na pokrete vježbi i zanemaruju kultiviranje xinxing-a, neće se priznati kao Falun dafa učenici. Zato dafa praktikanti trebaju učiniti studiranje Fa i čitanje knjiga suštinskim dijelom njihovog dnevnog kultiviranja.
(1) Li Hongzhi (lee hong-jrr)
Li Hongzhi
20. travnja 1994.

Dodatak II: Pravila za Falun dafa učenike u prenošenju dafa i podučavanju vježbi
1. Kada prenose dafa u javnost, svi Falun dafa učenici smiju koristiti samo izjave “Učitelj Li Hongzhi navodi ...” ili “Učitelj Li Hongzhi kaže ...”. Apsolutno je zabranjeno koristiti ono što netko doživi, vidi ili zna te koristiti stvari iz drugih praksi kao Li Hongzhi-jev dafa. Inače, ono što bi se prenosilo ne bi bilo Falun dafa te bi se to smatralo kao sabotiranje Falun dafa.
2. Svi Falun dafa učenici mogu širiti dafa kroz zajedničko čitanje knjiga, grupne rasprave ili govoriti na mjestima za prakticiranje Fa kojeg je Učitelj Li Hongzhi podučavao. Nikome nije dopušteno koristiti oblik predavanja u dvorani, kao što sam to ja činio da bih podučavao Fa. Nitko drugi nije sposoban podučavati dafa i nitko ne može razumjeti moje područje umovanja niti istinsko unutarnje značenje Fa kojeg ja podučavam.
3. Kad praktikanti govore o njihovim vlastitim idejama i razumijevanju dafa kroz zajedničko čitanje knjiga, grupne rasprave ili na mjestima za prakticiranje, oni moraju jasno naglasiti da je to samo “njihovo osobno shvaćanje”. Miješanje dafa s “osobno shvaćanje” nije dopušteno niti predstavljanje svog “osobnog shvaćanja” kao da su riječi koje je rekao Učitelj Li Hongzhi.
4. Kada prenose dafa i podučavaju vježbe, Falun dafa učenicima nije dopušteno ubirati novac ili bilo kakve darove. Svatko onaj tko prekrši ovo pravilo nije više Falun dafa učenik.
5. Dafa učenici ne smiju koristiti mogućnost podučavanja vježbi da bi tretirali pacijente ili liječili bolesti. Inače, to će biti isto kao i sabotiranje dafa.
Li Hongzhi
25. travnja 1994.

Dodatak III: Standardi za Falun dafa Asistente
1. Asistenti trebaju čuvati Falun dafa, raditi to s oduševljenjem i biti voljni služiti drugima dobrovoljno. Oni trebaju imati inicijativu u organiziranju vježbanja praktikanata.
2. Asistenti trebaju prakticirati kultiviranje samo u Falun dafa. Ako studiraju vježbe drugih praksi, to automatski znači da su izgubili prikladnost da budu Falun dafa praktikanti i asistenti.
3. Na mjestima za prakticiranje asistenti moraju biti strogi prema sebi i velikodušni prema drugima. Oni trebaju održavati svoj xinxing i biti od pomoći te ljubazni.
4. Asistenti trebaju širiti dafa i trebaju podučavati vježbe čestito. Oni trebaju aktivno surađivati i podržavati rad svih asistentskih centara.
5. Asistenti trebaju podučavati vježbe dobrovoljno. Ubiranje novaca ili primanje darova je zabranjeno. Praktikanti ne smiju tražiti slavu ili zaradu već zaslugu i vrlinu.
Li Hongzhi

Dodatak IV: Obavijest za Falun dafa praktikante
1. Falun dafa je put kultiviranja Buda škole. Nikome nije dopušteno širiti bilo koju religiju pod plaštem prakticiranja Falun dafa.
2. Svi Falun dafa praktikanti moraju striktno poštovati zakone njihove države. Bilo koje ponašanje koje krši politiku ili propise države, direktno će se suprotstaviti zaslugi i vrlini Falun dafa. Svatko tko to čini, osobno je odgovoran za kršenje i sve posljedice koje iz toga proizlaze.
3. Svi Falun dafa praktikanti trebaju aktivno podupirati jedinstvo svijeta kultiviranja, čineći svoj udio za razvoj tradicionalnih kultura ljudskog roda.
4. Falun dafa studentima - asistetnima i učenicima – zabranjeno je tretirati pacijente bez dopuštenja osnivača i Učitelja Falun dafa ili bez dobivanja dopuštenja od odgovarajućih vlasti. Osim toga, nikome nije dopušteno, iz vlastite pobude primati novac ili darove za liječenje bolesti.
5. Falun dafa studenti trebaju uzeti kultiviranje xinxing–a kao suštinu naše prakse. Njima apsolutno nije dopušteno uplitati se u državne političke poslove. Pored toga, zabranjeno im je biti uvučen u bilo koju vrstu političkih rasprava ili aktivnosti. Oni koji prekrše ovo pravilo nisu više Falun dafa učenici. Svatko tko to čini treba biti osobno odgovoran za sve posljedice. Osnovna težnja kultivatora je ustrajno napredovati u istinskom kultiviranju i dostići Ispunjenje što je prije moguće. 
Li Hongzhi

Prijevod iz knjige The Great Consummation Way of Falun Dafa (Veliki ispunjujući put Falun dafa). Original na: http://www.falundafa.org/book/eng/dymf.htm